# Bommes
Bommes (Bòmas en gascon) est une commune du Sud-Ouest de la France, située dans le département de la Gironde en région Nouvelle-Aquitaine.
Ses habitants sont appelés les Bommais.

## Géographie

### Localisation
1. Carte dynamique
2. Carte Openstreetmap
3. Carte topographique
4. Carte avec les communes environnantes

Bommes est un village du sud Gironde situé au cœur du vignoble de Sauternes, et bordé à l'ouest par le Ciron, un affluent de la Garonne.
La commune se trouve à 42 km au sud-est de Bordeaux, chef-lieu du département et à 10 km à l'ouest de Langon, chef-lieu d'arrondissement et de canton.

### Communes limitrophes
Les communes limitrophes sont Preignac au nord-est, Sauternes à l'est et au sud, Budos au sud-ouest et Pujols-sur-Ciron au nord-ouest.
| Pujols-sur-Ciron |        | Preignac  |
|                  | Bommes |           |
| Budos            |        | Sauternes |

### Climat
Pour des articles plus généraux, voir Climat de la Nouvelle-Aquitaine et Climat de la Gironde.
Historiquement, la commune est exposée à un climat océanique aquitain.  
En 2020, Météo-France publie une typologie des climats de la France métropolitaine dans laquelle la commune est exposée à un climat océanique et est dans la région climatique  Aquitaine, Gascogne, caractérisée par une pluviométrie abondante au printemps, modérée en automne, un faible ensoleillement au printemps, un été chaud (19,5 °C), des vents faibles, des brouillards fréquents en automne et en hiver et des orages fréquents en été (15 à 20 jours).
Pour la période 1971-2000, la température annuelle moyenne est de 12,7 °C, avec une amplitude thermique annuelle de 14,8 °C. Le cumul annuel moyen de précipitations est de 852 mm, avec 11,7 jours de précipitations en janvier et 6,9 jours en juillet. Pour la période 1991-2020, la température moyenne annuelle observée sur la station météorologique la plus proche, située sur la commune de Sauternes à 2 km à vol d'oiseau, est de 13,9 °C et le cumul annuel moyen de précipitations est de 859,6 mm,. Pour l'avenir, les paramètres climatiques de la commune estimés pour 2050 selon différents scénarios d’émission de gaz à effet de serre sont consultables sur un site dédié publié par Météo-France en novembre 2022.

## Urbanisme

### Typologie
Au 1er janvier 2024, Bommes est catégorisée commune rurale à habitat dispersé, selon la nouvelle grille communale de densité à sept niveaux définie par l'Insee en 2022.
Elle est située hors unité urbaine. Par ailleurs la commune fait partie de l'aire d'attraction de Bordeaux, dont elle est une commune de la couronne,. Cette aire, qui regroupe 275 communes, est catégorisée dans les aires de 700 000 habitants ou plus (hors Paris),.

### Occupation des sols

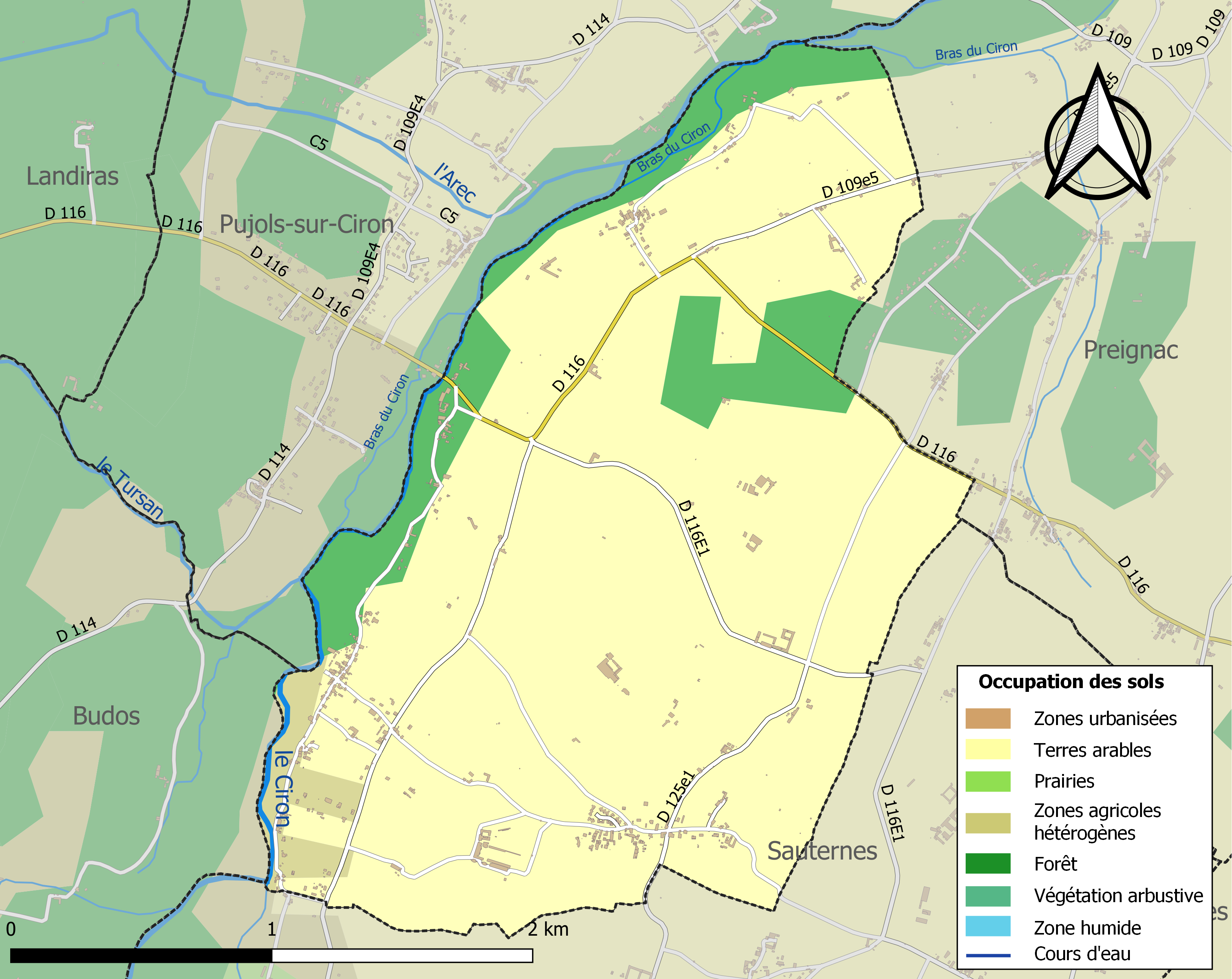
Carte des infrastructures et de l'occupation des sols de la commune en 2018 (CLC).

L'occupation des sols de la commune, telle qu'elle ressort de la base de données européenne d’occupation biophysique des sols Corine Land Cover (CLC), est marquée par l'importance des territoires agricoles (87,8 % en 2018), une proportion identique à celle de 1990 (87,8 %). La répartition détaillée en 2018 est la suivante : 
cultures permanentes (85,2 %), forêts (12,2 %), zones agricoles hétérogènes (2,6 %). L'évolution de l’occupation des sols de la commune et de ses infrastructures peut être observée sur les différentes représentations cartographiques du territoire : la carte de Cassini (XVIIIe siècle), la carte d'état-major (1820-1866) et les cartes ou photos aériennes de l'IGN pour la période actuelle (1950 à aujourd'hui).

### Voies de communication et transports
Le territoire communal est essentiellement traversé, hors du bourg, par la route départementale D116 qui mène à Landiras vers l'ouest et à Langon vers l'est ; un réseau de routes de moindre importance relie le bourg et le lieu-dit de Haut-Bommes aux villages alentour.
L'accès le plus proche à l'autoroute A62 (Bordeaux-Toulouse) est celui de  3 Langon distant de 9,5 km par la route vers l'est.
L'accès  1 Bazas à l'autoroute A65 (Langon-Pau) se situe à 19 km vers le sud-est.
La gare SNCF la plus proche est celle, distante de 6,5 km par la route vers le nord-est, de Preignac sur la ligne Bordeaux-Sète du TER Nouvelle-Aquitaine ; celle de Langon, offrant plus de trafic, se trouve à 10 km vers l'est.

### Risques majeurs
Le territoire de la commune de Bommes est vulnérable à différents aléas naturels : météorologiques (tempête, orage, neige, grand froid, canicule ou sécheresse), inondations, mouvements de terrains et séisme (sismicité très faible). Un site publié par le BRGM permet d'évaluer simplement et rapidement les risques d'un bien localisé soit par son adresse soit par le numéro de sa parcelle.
Certaines parties du territoire communal sont susceptibles d’être affectées par le risque d’inondation par débordement de cours d'eau, notamment le Ciron. La commune a été reconnue en état de catastrophe naturelle au titre des dommages causés par les inondations et coulées de boue survenues en 1982, 1999, 2009, 2018 et 2020,.
Les mouvements de terrains susceptibles de se produire sur la commune sont des affaissements et effondrements liés aux cavités souterraines (hors mines). Par ailleurs, afin de mieux appréhender le risque d’affaissement de terrain, l'inventaire national des cavités souterraines permet de localiser celles situées sur la commune.

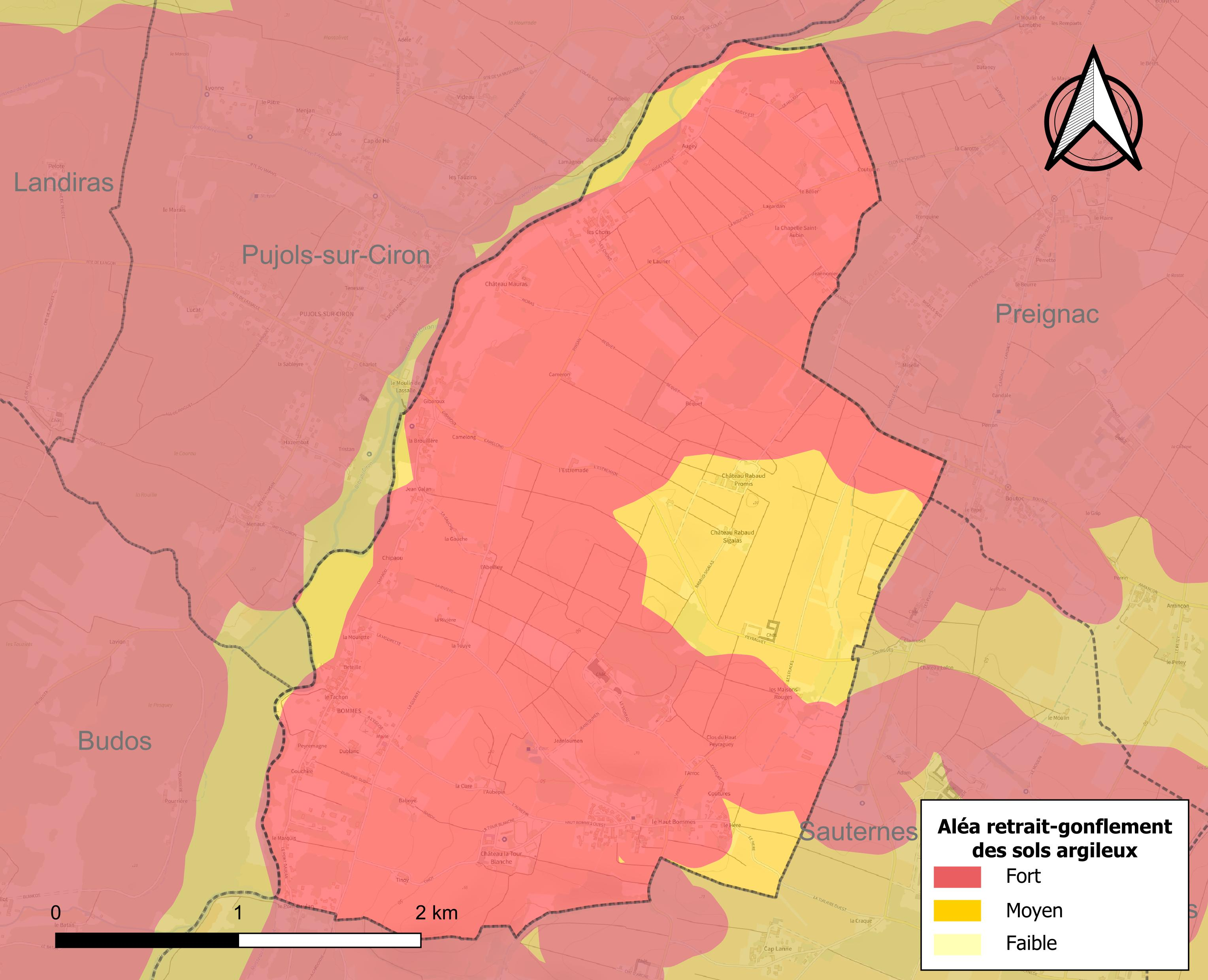
Carte des zones d'aléa retrait-gonflement des sols argileux de Bommes.

Le retrait-gonflement des sols argileux est susceptible d'engendrer des dommages importants aux bâtiments en cas d’alternance de périodes de sécheresse et de pluie. La totalité de la commune est en aléa moyen ou fort (67,4 % au niveau départemental et 48,5 % au niveau national). Sur les 256 bâtiments dénombrés sur la commune en 2019, 256 sont en aléa moyen ou fort, soit 100 %, à comparer aux 84 % au niveau départemental et 54 % au niveau national. Une cartographie de l'exposition du territoire national au retrait gonflement des sols argileux est disponible sur le site du BRGM,.
Par ailleurs, afin de mieux appréhender le risque d’affaissement de terrain, l'inventaire national des cavités souterraines permet de localiser celles situées sur la commune.
Concernant les mouvements de terrains, la commune a été reconnue en état de catastrophe naturelle au titre des dommages causés par des mouvements de terrain en 1999.

## Histoire

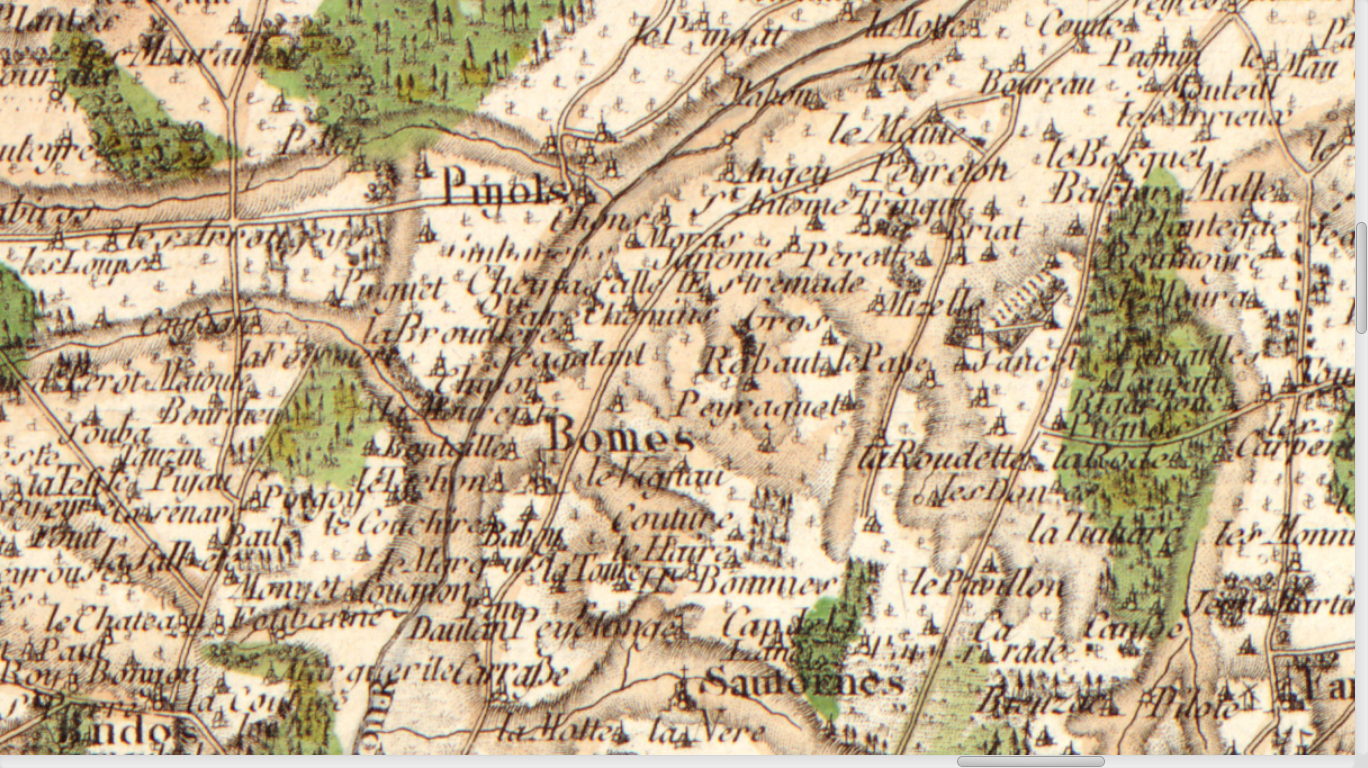
Bommes en 1756 par Cassini

Il y aurait des grottes préhistoriques en bordure du Ciron.
Le lieu-dit « Maisons Rouges » serait une étape sur une voie romaine.
Au Xe siècle, les Bénédictins possèdent un prieuré, à l’emplacement du presbytère, qui dépendait de La Sauve.
Le 22 avril 1288, le roi d’Angleterre permet à Jean Colomb, bourgeois de Bordeaux de construire une maison forte.
En 1310 les Antonins possèdent l’hôpital de Vigard (ou Bigard) avec chapelle qui dépend de la commanderie d’Aubeterre (Charente), puis passe aux Feuillants (ordre de Citeaux) en 1625. Toute la commune appartient aux religieux.
Les Bénédictins sont les premiers à planter de la vigne et, surtout à cultiver les raisins concentrés en France (pourriture noble), méthode reprise par les Antonins quelques siècles plus tard.
On trouve la trace de la chapelle « St Antoine de Vigard » en 1310 ; un mariage et un baptême y sont célébrés en 1608 et cette même année elle reçoit la visite du cardinal de Sourdis. Cette chapelle comporte un portail ogival et une tour carrée. Il ne reste de nos jours, qu’une partie de la voûte. La lettre T, est la signature des Antonins.
Sont signalés par le même auteur. :
- une maison de vigneron du XVe siècle.
- une seigneurie au XVIe siècle.

La situation de la commune au XVIIIe siècle est décrite dans l'ouvrage de Jacques Baurein.
- La culture de vigne se fait à joualles, c'est-à-dire qu'elles sont « entre-coupées par un certain nombre de règes de terre, qu’on ensemence en seigle, ou en quelqu'autre espèce de grains ». Il y existe des graves, dont les unes sont assez bonnes, et les autres d'une qualité très inférieure.
- Les pâturages et les prairies sont nombreux mais exposés aux débordements du Ciron.
- La paroisse est placée dans la juridiction de la Prévôté Royale de Barsac.
- Il y avait environ 199 feux, représentant 994 habitants.
- Le moulin des Augeys est implanté sur les bords du Ciron.
- La répartition des tailles entre la partie haute et la partie basse fit l'objet de contestations :

« Le  Roi étant informé que la Paroisse de Bommes étoit composée de deux parties séparées, dont l'une, est appelée le haut, et l'autre le bas Bommes, qui avoient été jusqu'alors réunis dans une même collecte, mais que le nombre de ceux portés dans le tableau des Collecteurs étoit beaucoup plus considérable dans la partie haute, les répartitions se faisoient communément au désavantage des contribuables de la partie basse, qui désireroient former à l'avenir une collecte particulière, afin que leur contribution fût réglée avec plus de proportion et d'équité. (En conséquence), le Roi, par Arrêt de son Conseil d'État, tenu à Versailles, le 31 septembre 1766, ordonna que la partie basse de Bommes seroit désunie de la haute, à l'égard des Impositions de toute espèce. »
À la Révolution, la paroisse Saint-Martin de Bommes forme la commune de Bommes.

## Politique et administration
| Période                                  | Période   | Identité        | Étiquette | Qualité              |
| ---------------------------------------- | --------- | --------------- | --------- | -------------------- |
| mars 1977                                | mars 2008 | Yvan Dubedat    |           |                      |
| mars 2008                                | En cours  | Bernard Laurans |           | Agriculteur retraité |
| Les données manquantes sont à compléter. |           |                 |           |                      |

### Communauté de communes
Le 1er janvier 2014, la Communauté de communes du Pays de Langon ayant été supprimée, la commune de Bommes s'est retrouvée intégrée à la Communauté de communes du Sud Gironde siégeant à Mazères.

## Démographie
L'évolution du nombre d'habitants est connue à travers les recensements de la population effectués dans la commune depuis 1793. Pour les communes de moins de 10 000 habitants, une enquête de recensement portant sur toute la population est réalisée tous les cinq ans, les populations de référence des années intermédiaires étant quant à elles estimées par interpolation ou extrapolation. Pour la commune, le premier recensement exhaustif entrant dans le cadre du nouveau dispositif a été réalisé en 2007.

En 2022, la commune comptait 450 habitants, en évolution de −8,16 % par rapport à 2016 (Gironde : +6,91 %, France hors Mayotte : +2,11 %).
| 1793 | 1800 | 1806 | 1821 | 1831 | 1836 | 1841 | 1846 | 1851 |
| ---- | ---- | ---- | ---- | ---- | ---- | ---- | ---- | ---- |
| 706  | 597  | 551  | 717  | 828  | 800  | 750  | 713  | 737  |

| 1856 | 1861 | 1866 | 1872 | 1876 | 1881 | 1886 | 1891 | 1896 |
| ---- | ---- | ---- | ---- | ---- | ---- | ---- | ---- | ---- |
| 604  | 633  | 625  | 670  | 662  | 670  | 669  | 615  | 642  |

| 1901 | 1906 | 1911 | 1921 | 1926 | 1931 | 1936 | 1946 | 1954 |
| ---- | ---- | ---- | ---- | ---- | ---- | ---- | ---- | ---- |
| 644  | 632  | 658  | 563  | 524  | 519  | 525  | 514  | 503  |

| 1962 | 1968 | 1975 | 1982 | 1990 | 1999 | 2006 | 2007 | 2012 |
| ---- | ---- | ---- | ---- | ---- | ---- | ---- | ---- | ---- |
| 478  | 448  | 365  | 398  | 446  | 439  | 466  | 465  | 515  |

| 2017 | 2022 | - | - | - | - | - | - | - |
| ---- | ---- | - | - | - | - | - | - | - |
| 465  | 450  | - | - | - | - | - | - | - |

## Lieux et monuments
- Le château de Rayne-Vigneau, ainsi que son parc et ses aménagements, a été inscrit en tant que monument historique en 2004[30]. Le château, construit en 1379, est remplacé au XIXe siècle par Michel Garros. M. de Roton, copropriétaire, a découvert en 1925 de nombreuses pierres dites précieuses dans ses vignes (agates, jaspe, onyx). Cette collection comporte 12 000 pièces, dont 2 000 taillées. Elles proviennent d'huîtres fossiles trouvées dans un banc marneux d'une longueur à peine de 200 mètres sur 10 à 20 mètres de largeur.
- L'église Saint-Martin a été reconstruite au XIXe siècle à partir de l'ancienne église romane du XIIe siècle : elle possédait un clocher plat (à pignon) qui a été remplacé en 1878 par un clocher pointu, selon la volonté du cardinal Donnet.

À l'intérieur se trouvent une statue de saint Benoît du XVIIe siècle ainsi qu'une chaire du XVIIIe siècle et les blasons des familles de Pontac et de Mauvezin. Les quatre chapiteaux de l'ancienne église sont placés sur le mur d'enceinte du presbytère : l'un représente une corbeille, l'autre des colombes affrontées portant sur le flanc une sorte de roue ornée de rosace et buvant dans un calice sous un palmier.

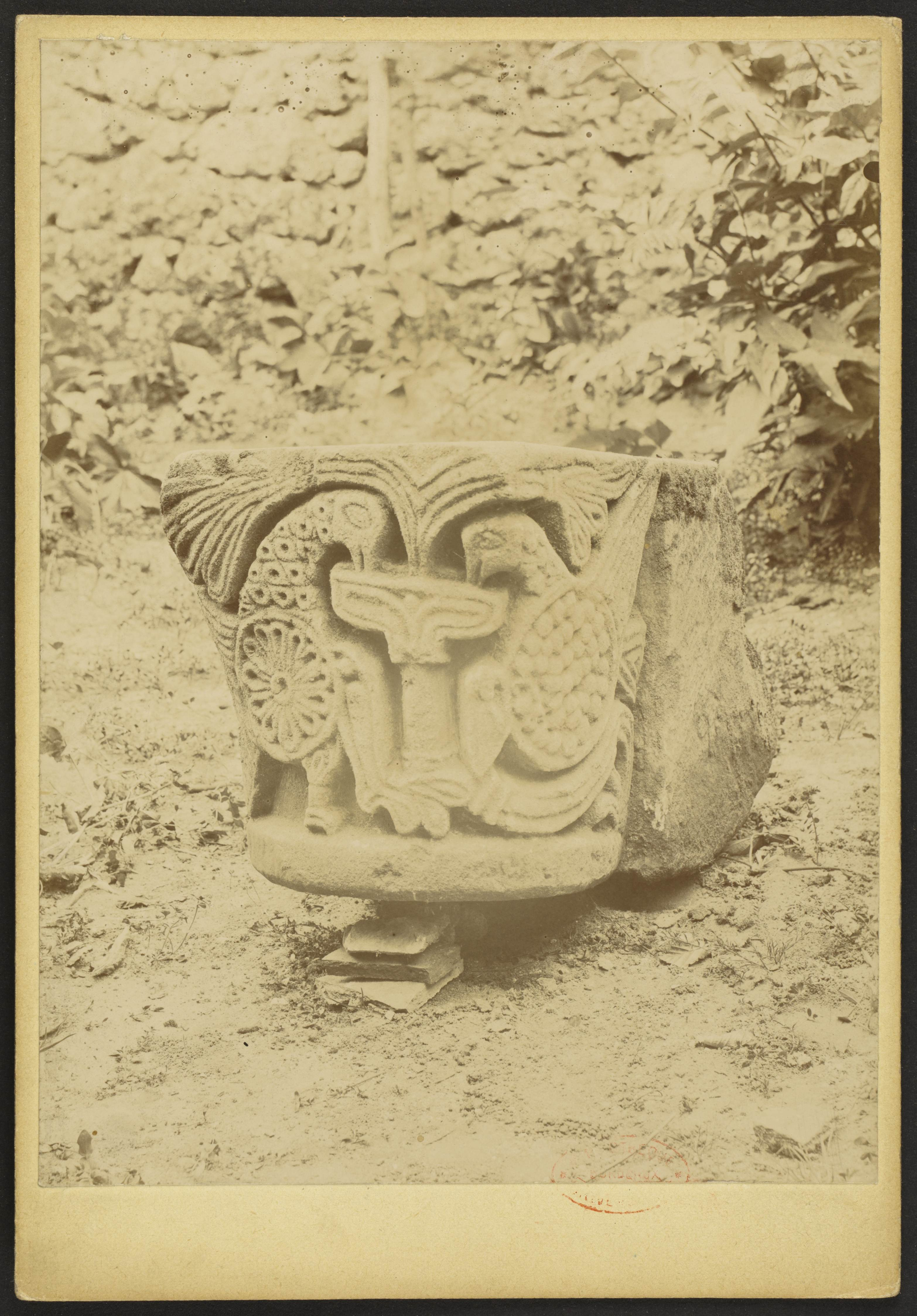
Chapiteau des colombes affrontées
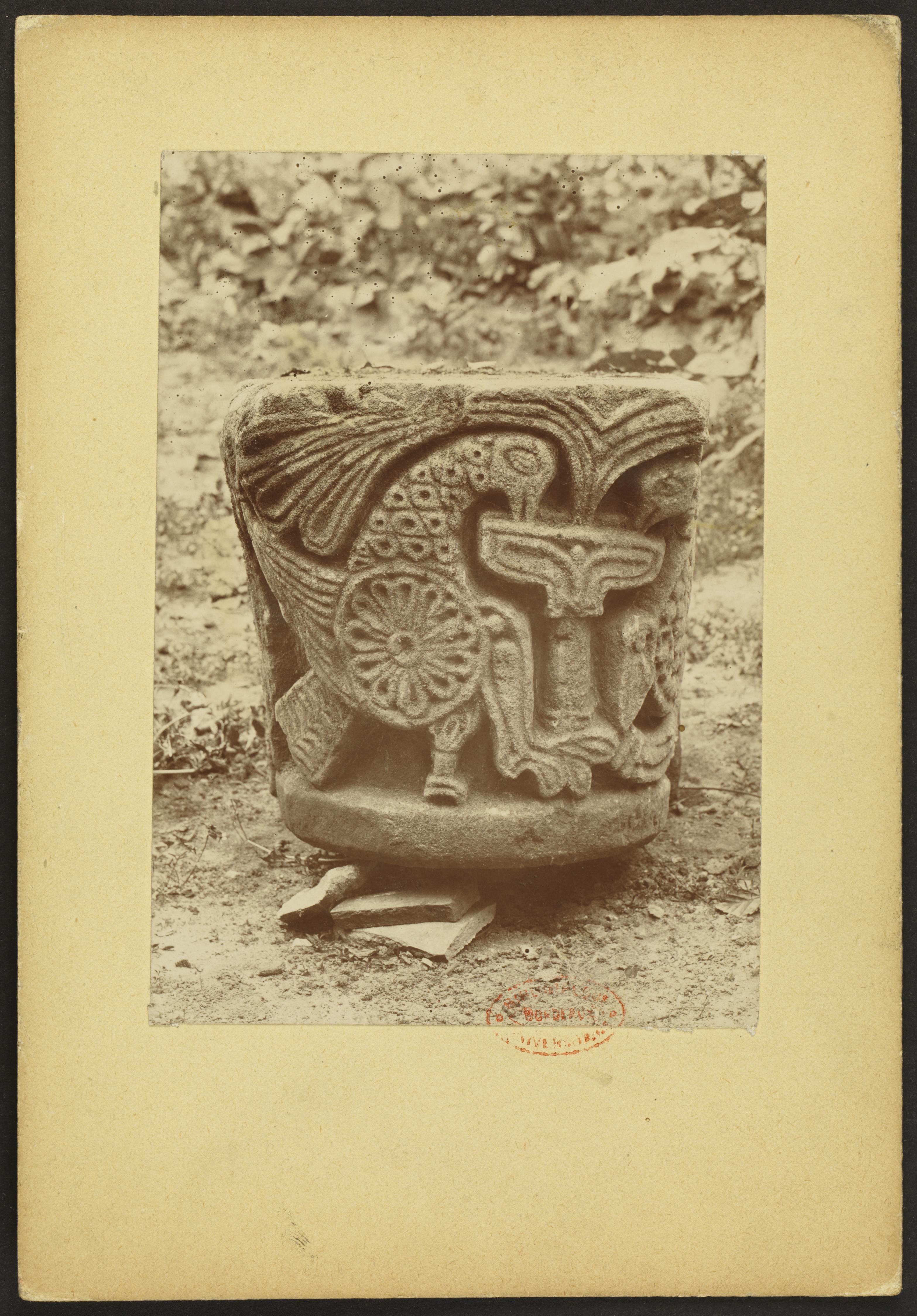
Détail chapiteau
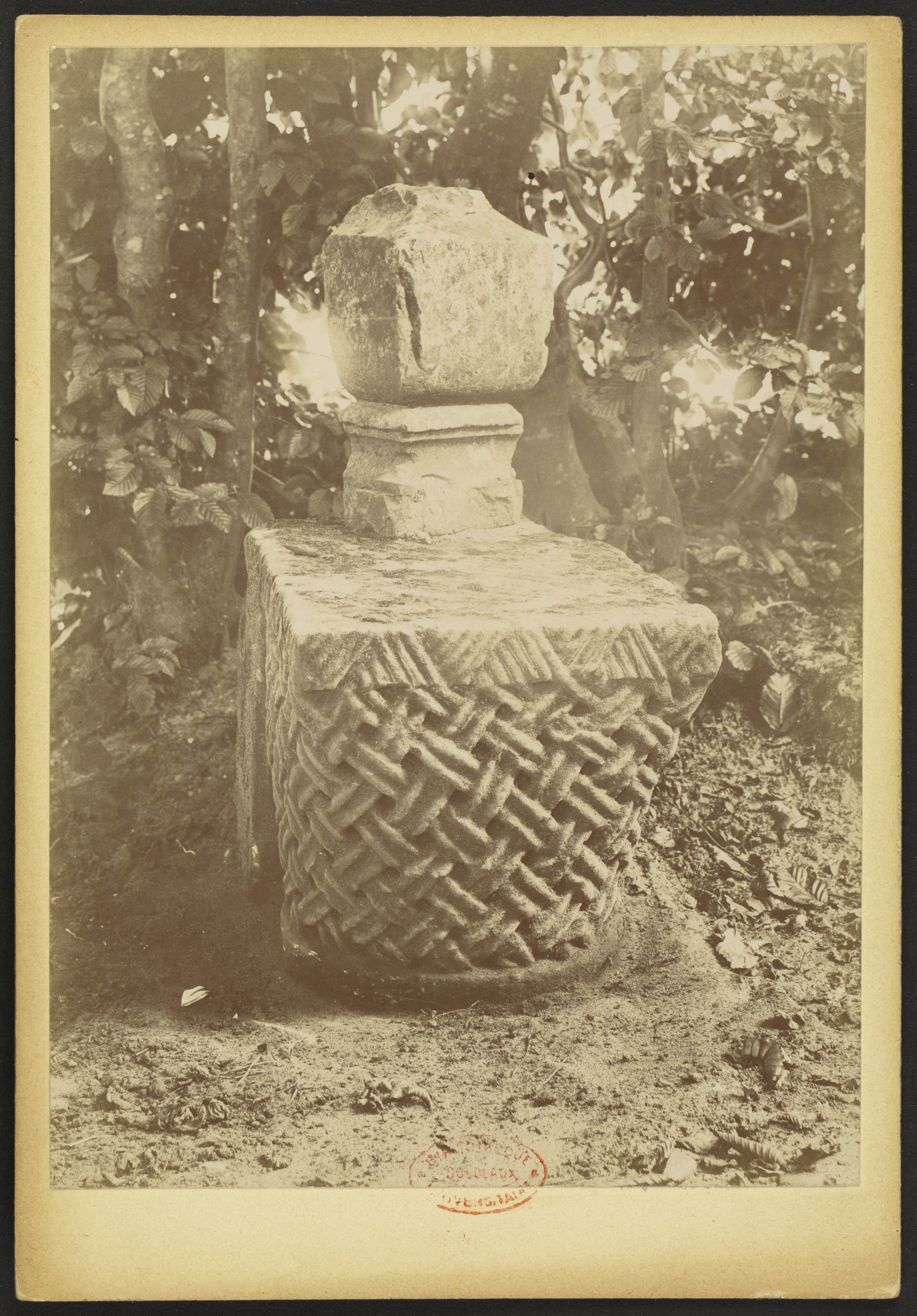
Chapiteau

- Au nord du village se trouvent d'anciennes carrières qui servaient autrefois de champignonnières ou encore de caves de vieillissement pour le vin.
- Le château Lafaurie-Peyraguey : ancien manoir remanié à plusieurs reprises.
- Le château de la Tour Blanche, signalé en 1600 (appartient à Jean Saint-Marc, trésorier général de France). Le dernier propriétaire, Daniel Iffla Osiris, en fait don à l'État à sa mort : c'est devenu un lycée agricole.
- Le château Rabaud, restauré au XVIIIe siècle.

De nos jours :
- Dans la vallée du Ciron s'étirent trois kilomètres de bois et de prés verdoyants. Le parcours sinueux de cette agréable rivière permet en toute saison la pratique du canoë-kayak.
- La commune a aménagé sur les bords du Ciron un parcours aventure en forêt.

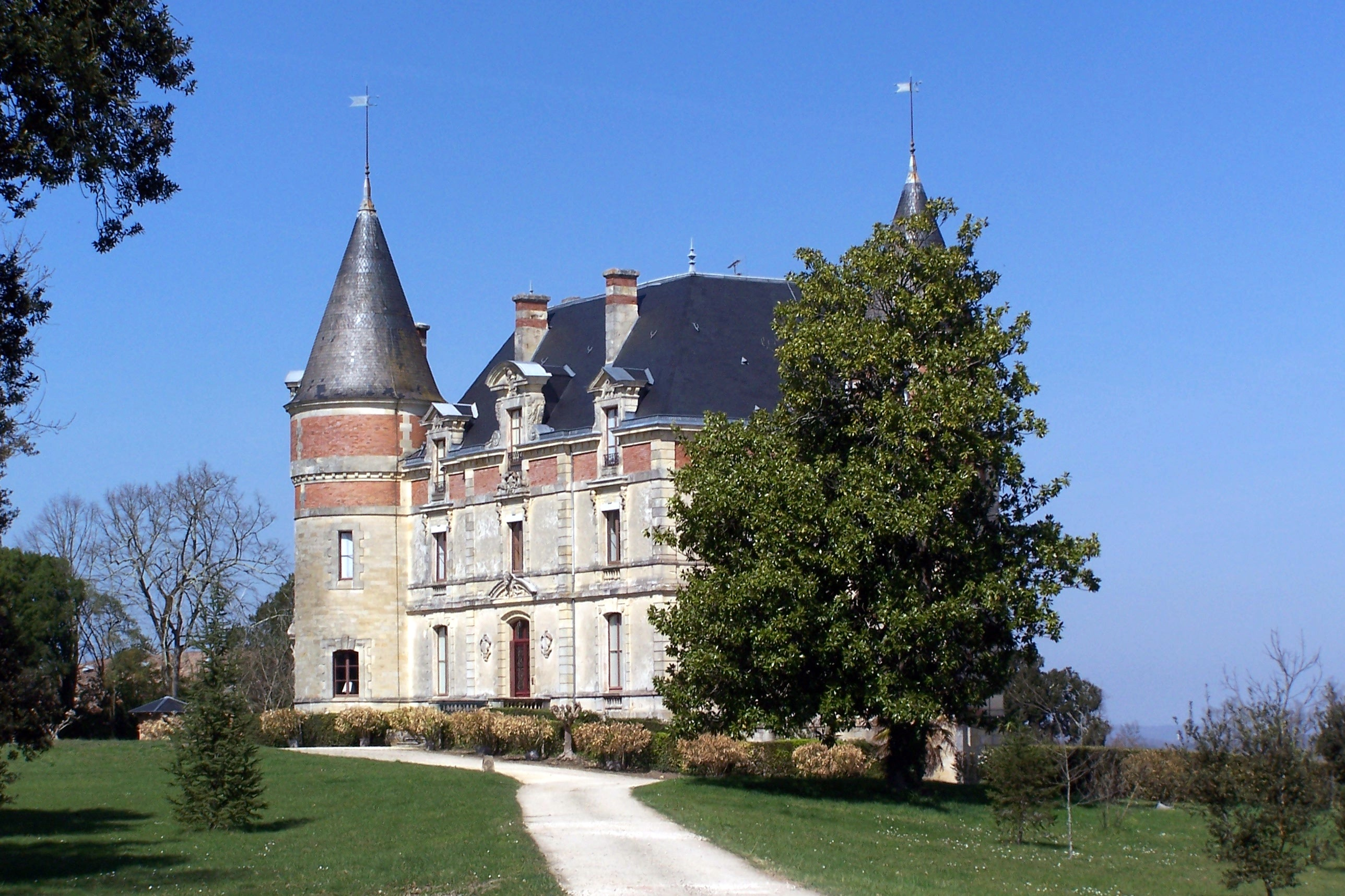
Le château de Rayne-Vigneau (mars 2012)
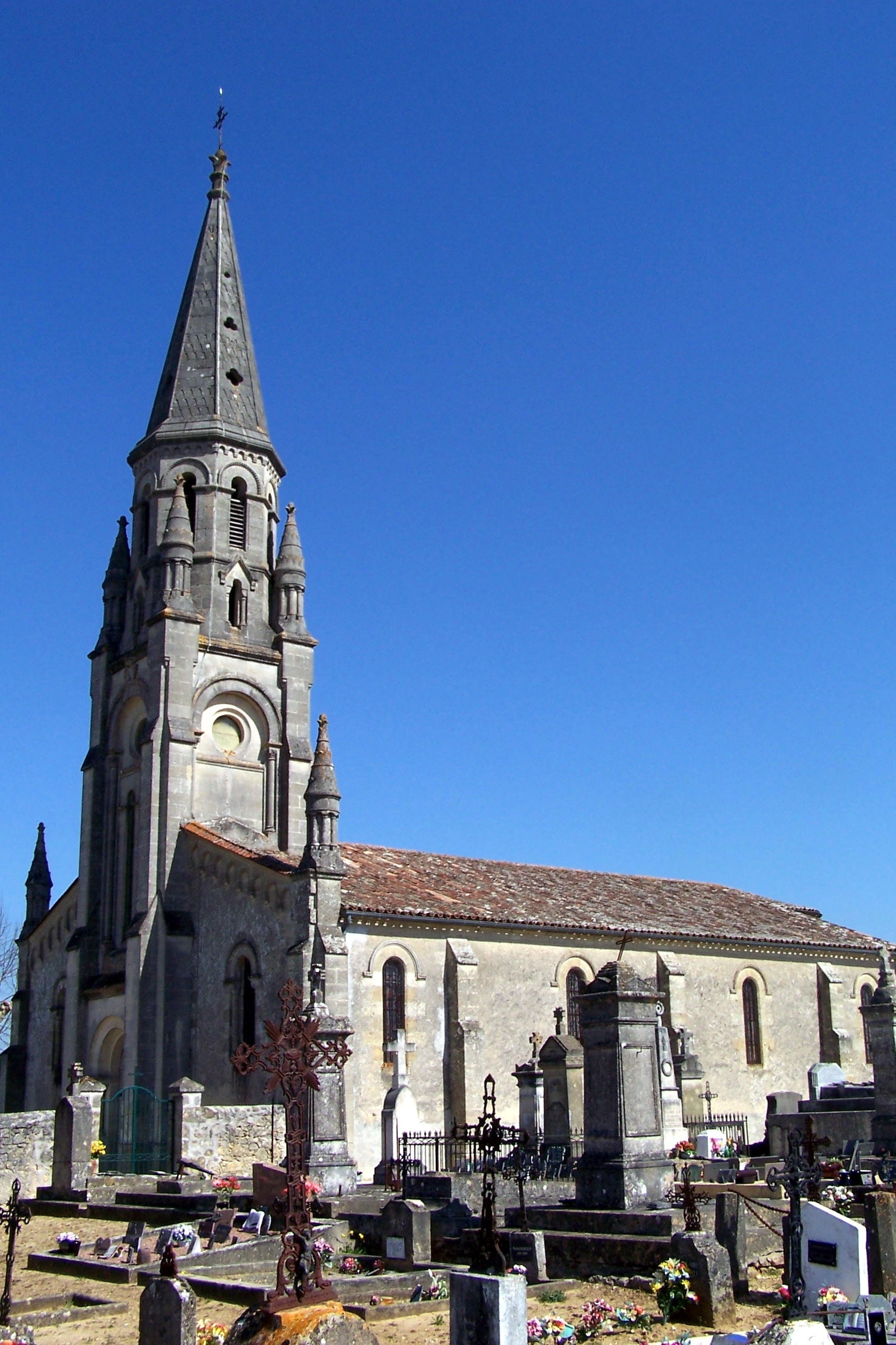
Vue sud-ouest de l'église (avr. 2012)
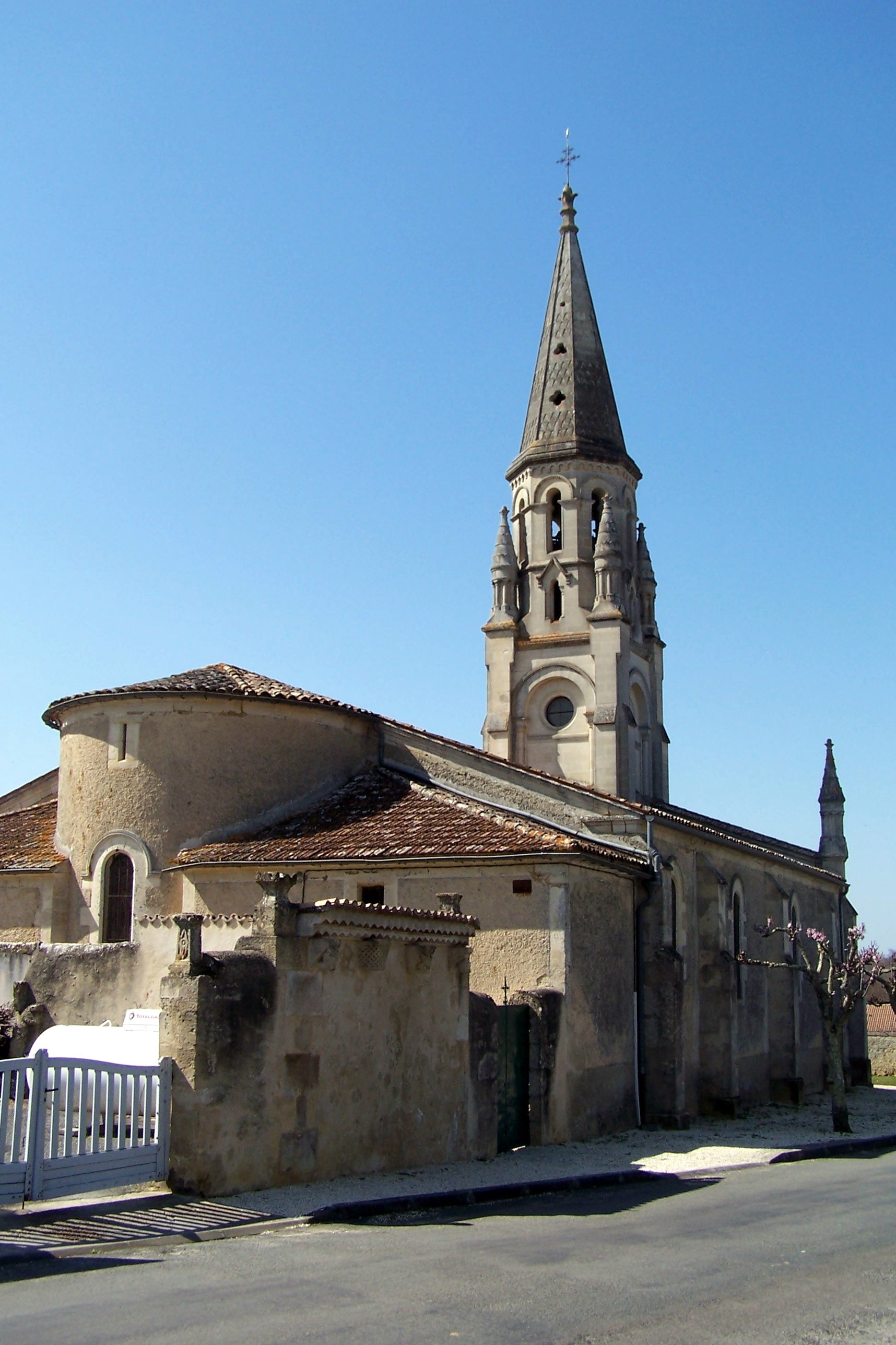
Vue nord-est de l'église (avr. 2012)
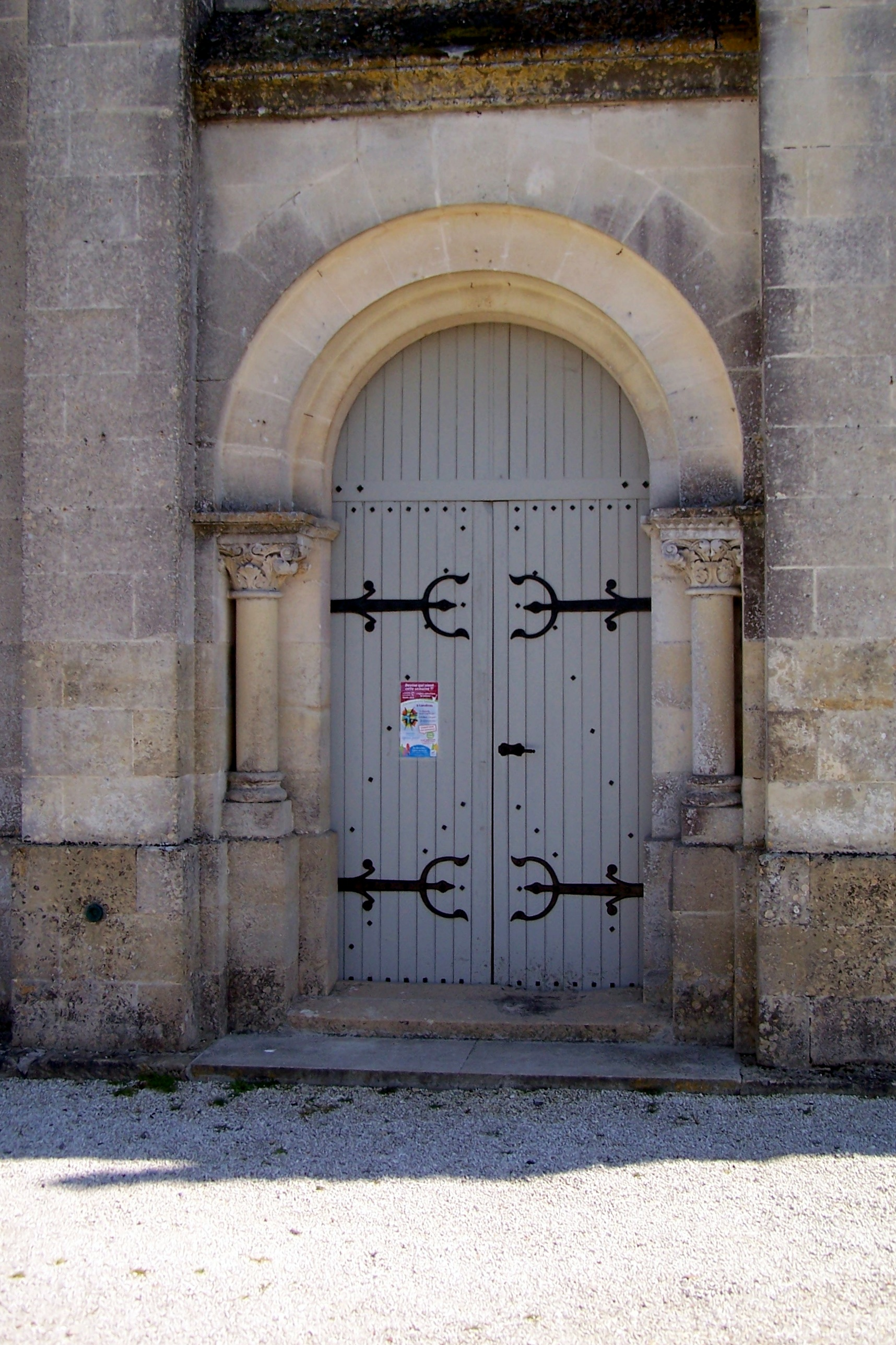
Le portail (avr. 2012)
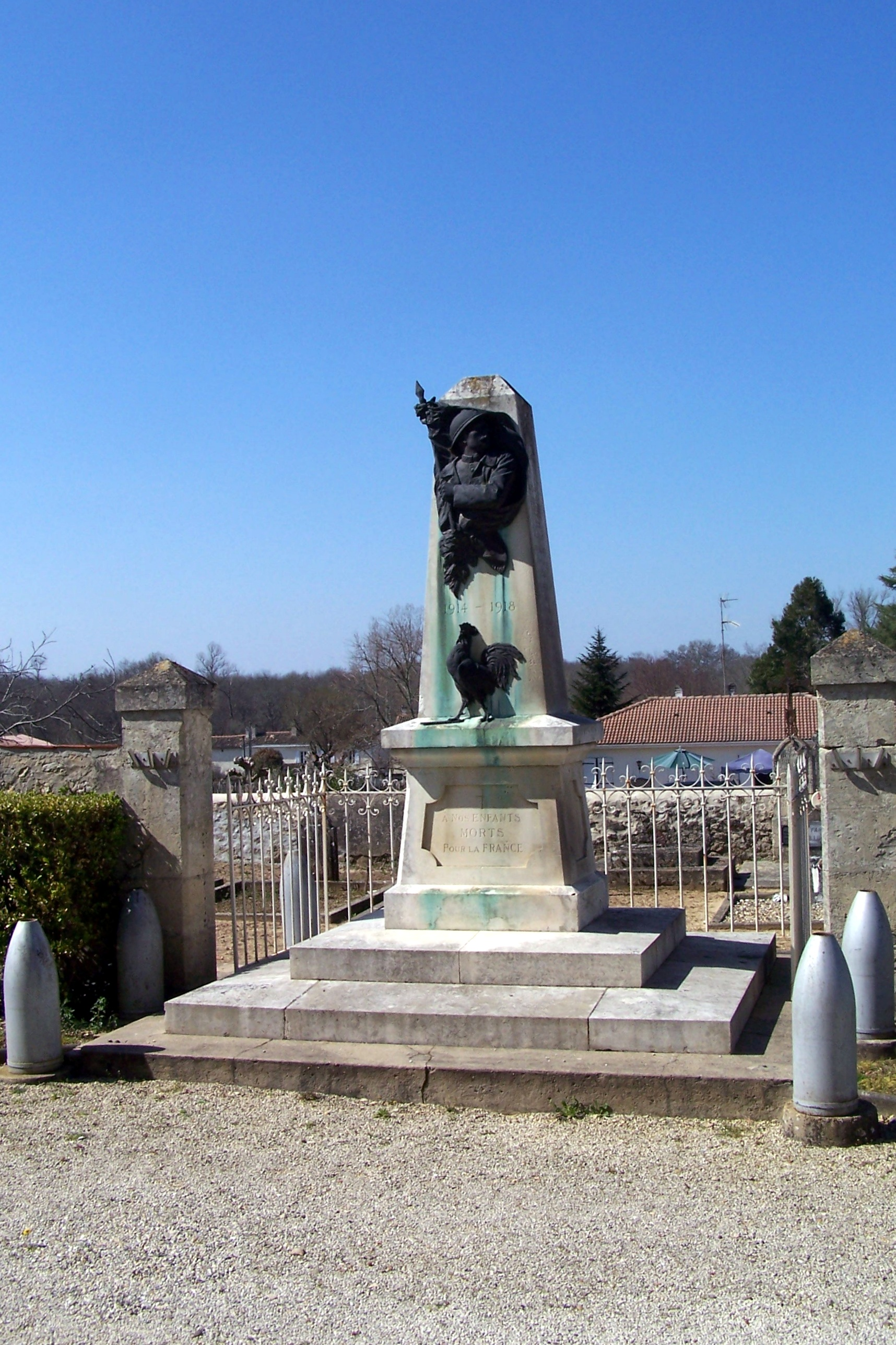
Le monument aux morts devant l'église (avr. 2012)

## La viticulture
Une importante partie du territoire communal est consacrée à la viticulture et abrite quelque 70 exploitations viticoles pour un vignoble d'une superficie de 381 ha.
Six de ces exploitations font partie de la classification officielle des vins de Bordeaux de 1855 en appellation Sauternes :
- Clos Haut-Peyraguey
- Château Lafaurie-Peyraguey
- Château Rabaud-Promis
- Château de Rayne-Vigneau
- Château Sigalas-Rabaud
- Château La Tour Blanche

## Personnalités liées à la commune
- Anémone